# Walter Zenga
Walter Zenga (Milaan, 28 april 1960) is een Italiaans voetbaltrainer en voormalig doelman.

## Speler

### Clubs
Zenga begon zijn loopbaan in de jeugd van Internazionale uit zijn geboorteplaats Milaan. In 1978 vertrok hij bij Inter en ging hij bij Salernitana spelen. Via Savona en Sambenedettese kwam hij in 1982 terug bij Inter. Tijdens het tweede seizoen na zijn terugkeer werd hij vaste basisspeler bij Internazionale. Deze positie onder de lat hield hij elf seizoenen vast, totdat hij vertrok in 1994. Tijdens zijn periode bij Internazionale won hij één landstitel, één Italiaanse Supercup en twee keer de UEFA Cup. In 1994 vertrok Zenga naar Sampdoria en twee jaar later ging hij spelen voor Padova. In 1997 ging hij nog voor een avontuur in de Verenigde Staten, bij New England Revolution. Na twee jaar in de Major League Soccer te hebben gespeeld stopte hij met professioneel voetbal en werd hij trainer.

### Nationaal elftal
In 1984 nam Zenga deel aan de Olympische Zomerspelen van 1984, waar Italië in de halve finales werd uitgeschakeld door Brazilië. Tijdens het WK 1986 mocht hij voor het eerst mee naar een groot toernooi. Hij was voor dit toernooi derde keeper, achter Giovanni Galli en Franco Tancredi. Onder leiding van bondscoach Azeglio Vicini maakte Zenga zijn debuut voor de nationale ploeg op 8 oktober 1986 in de vriendschappelijke wedstrijd tegen Griekenland (2-0), net als Dario Bonetti (AC Milan) en Roberto Donadoni (AC Milan).
Twee jaar later, tijdens Euro 1988, was hij eerste doelman. In 1990 was Italië gastheer van het wereldkampioenschap. Zenga was nog steeds eerste keeper en speelde alle wedstrijden tijdens dit toernooi, waar Italië als derde eindigde. Tijdens dit toernooi hield Zenga vijf wedstrijden op rij zijn doel schoon. In totaal waren dit 518 minuten, een record dat nog steeds niet verbroken is. Toen hij stopte met voetballen had Zenga 58 interlands gespeeld voor zijn land.

## Trainer
Zijn laatste club als speler was meteen zijn eerste baan als trainer. Tijdens zijn laatste jaar als voetballer was Zenga speler-coach van New England Revolution, als opvolger van de Nederlander Thomas Rongen. Nadat hij was gestopt als voetballer was Zenga één seizoen hoofdtrainer van amateurclub Brera Calcio uit Milaan. In 2002 vertrok hij naar Boekarest, waar hij eerst twee jaar coach was van Progresul Boekarest en daarna een jaar bij Steaua Boekarest. Vlak voor het einde van het seizoen 2004/05 werd hij ontslagen en tijdens de zomer tekende hij een contract bij Rode Ster Belgrado. Tijdens dat seizoen pakte hij de dubbel (competitie en beker) en vervolgens werd hij trainer van Gaziantepspor in Turkije. Het seizoen begon slecht en al snel was Zenga weer weg en tekende hij een contract bij Al Ain in de Verenigde Arabische Emiraten.
Ook bij Al Ain werd hij al snel ontslagen. Nog hetzelfde jaar had hij weer een nieuwe club gevonden, hij ging in september 2007 aan de slag bij Dinamo Boekarest. Na twee maanden verloor hij de beladen derby tegen Steaua Boekarest en nam hij alweer ontslag. Na zijn vertrek bij Dinamo werd hij commentator bij de Italiaanse tv-zender RAI.
Op 1 april 2008 vervolgde Zenga zijn carrière als manager door Silvio Baldini op te volgen als coach van Catania. Hij kon de ploeg op het nippertje in de Serie A houden door tijdens de laatste speelronde met 1-1 gelijk te spelen tegen AS Roma. Hij kreeg contractverlenging en tijdens het seizoen 2008/09 haalde hij een recordaantal punten voor Catania. Hij werd na dat seizoen in verband gebracht met andere clubs. Lazio Roma zou interesse hebben volgens de geruchten, maar uiteindelijk tekende Zenga voor Palermo. Het seizoen begon goed met Palermo, maar na een reeks teleurstellende resultaten en een 1-1 gelijkspel tegen rivaal Catania, werd Zenga op 23 november 2009 ontslagen. Hij had slechts dertien wedstrijden op de bank gezeten bij Palermo.
Op 11 mei 2010 werd Zenga aangesteld als trainer van Al-Nassr uit Saoedi-Arabië, waar hij wegens tegenvallende prestaties op 24 december werd ontslagen. Op 6 januari 2011 werd hij hoofdtrainer van Al-Nasr SC, dat uitkomt in de Liga van de Verenigde Arabische Emiraten. Tussen 2013 en 2014 was hij coach van Al-Jazira Club, eveneens uit de Verenigde Arabische Emiraten. In juni 2015 kwam hij weer in Italië terecht, bij UC Sampdoria, waar hij Siniša Mihajlović verving. De club ontsloeg hem vijf maanden later. Hij werd opgevolgd door Vincenzo Montella. Hierna was hij kortstondig trainer in Engeland bij Wolverhampton, waarna hij terugkeerde in Italië en aan de slag ging bij FC Crotone en Venezia FC. Sinds 2020 is hij trainer van Cagliari.

## Erelijst

### Speler
Internazionale
- Serie A: 1988/89
- Italiaanse Supercup: 1989
- UEFA Cup: 1990/91, 1993/94

Individueel
- Wereldkeeper van het jaar: 1989, 1990, 1991
- Europees keeper van het jaar: 1990

### Trainer
Steaua Boekarest
- Liga I: 2004/05

Rode Ster Belgrado
- Superliga: 2005/06
- Beker van Servië: 2005/06